# フライブルク市電GT8形電車 (1次車)
この項目では、ドイツの都市であるフライブルク・イム・ブライスガウの路面電車のフライブルク市電に導入された連接式車両のフライブルク市電GT8形電車（フライブルクしでんGT8がたでんしゃ）のうち、最初に製造された4両（1次車）について解説する。これらの車両は2000年代以降ポーランド・ウッチのウッチ市電へ譲渡され、2010年代前半まで使用された。

## 概要
1970年2月、フライブルク・イム・ブライスガウ市議会は同都市を走るフライブルク市電へ向けての新型路面電車車両を導入する分の予算を可決し、デュッセルドルフ車両製造（→デュワグ）、AEG（電気機器）、BBC（主電動機）への発注を実施した。これに基づき開発・生産されたのがGT8形である。
当時デュッセルドルフ車両製造は西ドイツを含む世界各国へ向けて連接式路面電車車両を生産しており、GT8形も片運転台の3車体連接車であった。だが、このフライブルク市電向けのGT8形は他の連接車と連接構造が大幅に異なっており、他の連接車が車体間に連接台車が設置されている構造であった一方、フライブルク市電のGT8形は前後車体の台枠が中間車体の下部にまで伸びており、その下にボギー台車が設置されるという構造が採用された。そのため、中間車体は台車が設置されていない、事実上のフローティング構造であった。これは急曲線が多いフライブルク市電の線形条件に適合させるための構造であった他、全ての台車に主電動機（GBd 95）が設置可能という利点もあり、同じく勾配が多い線形条件にも適していた。更に、他都市と比べて中間車体を大型化させる事が出来、1両単位の輸送力増強にも繋がった。
車体のデザインは当時デュッセルドルフ車両製造が開発した最新車両である「マンハイム形」に基づいたものになっており、以降生産された2次車・3次車も同様のデザインが採用された。両開き式の乗降扉は前後車体に2箇所、中間車体に1箇所存在した。制御装置については旧来の抵抗制御方式のものが用いられた一方、抵抗値の進段を自動で制御する「Geamatic」と呼ばれるシステムが搭載され、運転の容易さが向上した。集電装置は前方車体の屋根上に設置された菱形パンタグラフが用いられた一方、1両（203）については製造当初シングルアーム式パンタグラフが設置されていたものの、製造初年度に破損したため他車と同じものに変更された。

## 運用
1970年に発注が行われた後、翌1971年後半から1972年にかけて4両（201 - 204）が導入された。営業運転中には数度にわたる大規模な修繕が実施され、その中で塗装変更に加えて前照灯の形状変更、後方車体の一部座席（4人分）の撤去による乗客の流動性の向上といった改造工事も行われた。
その後、後継車両となる超低床電車（コンビーノ）の導入に伴い2000年に一旦営業運転を終了し、その後は長期に渡って留置されていた。だがコンビーノの欠陥が発覚し、それに伴う大規模な修繕により営業運転から一時的に離脱した事で、台車の摩耗が著しい事が問題視された1両（201）を除いた3両が2004年に一時的に営業運転に復帰した。この運用は11月初旬まで続き、それ以降は再度の休止を経て翌2005年7月をもってフライブルク市電での営業運転を終了した。

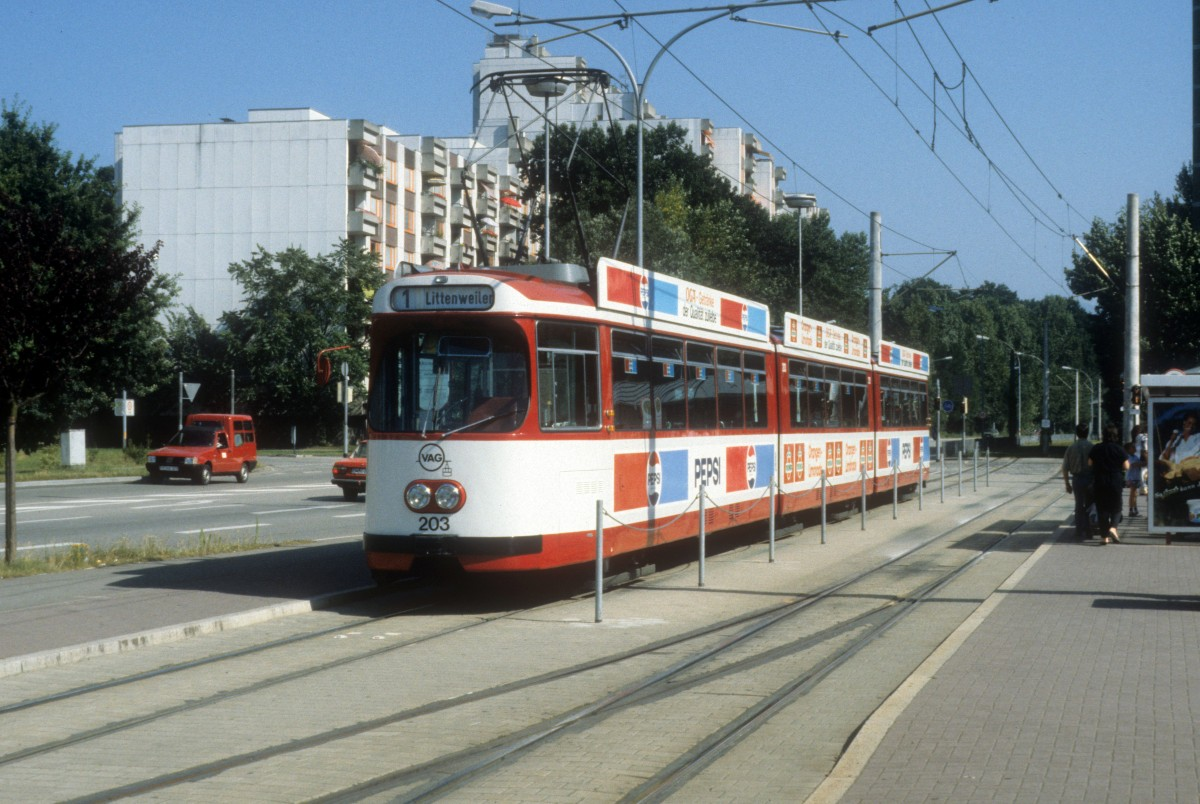
塗装変更・前照灯変更後の車両（203）（1990年撮影）
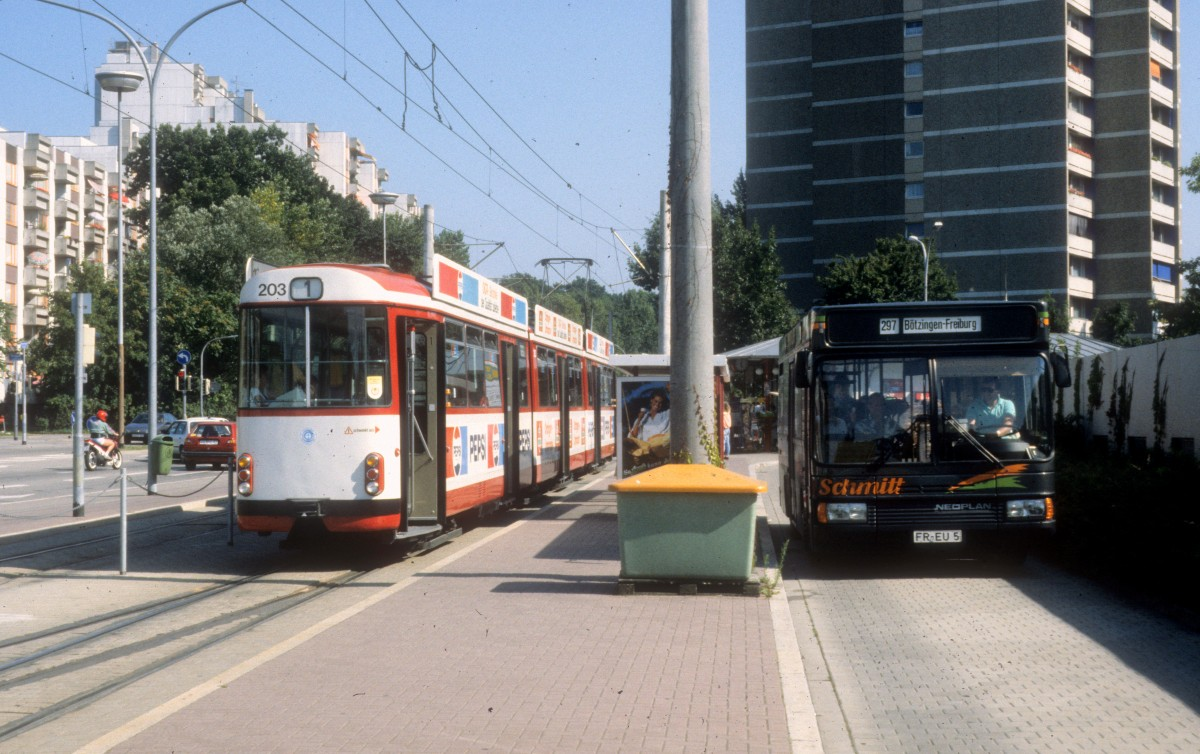
後方車体には運転台が存在しなかった（203）（1990年撮影）
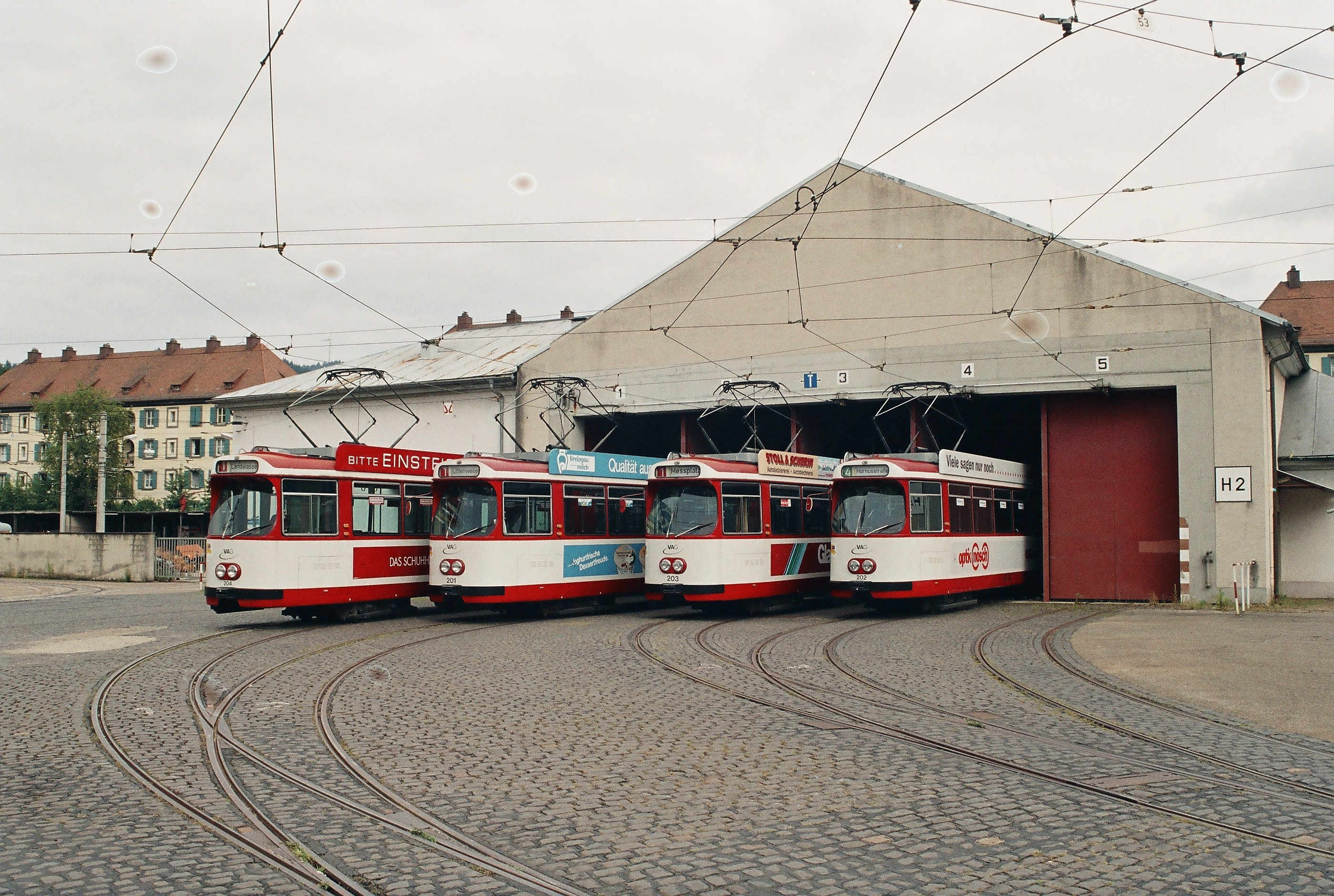
引退記念に車庫に並んだ全4両（201 - 204）（2005年撮影）

一方、同時期にポーランドのウッチ市電を運営していた事業者の1つである相互通信路面電車会社（Międzygminna Komunikacja Tramwajowa Sp. z o.o.、MKT）は、社会主義時代に製造され老朽化が進んだ車両の置き換えを検討していた。そこでドイツで使用されていた車両を譲受する事による近代化を実施する事を決定し、その一環としてGT8形を導入することを決定した。まず2006年初旬に1両（203）が搬入され、ウッチ市電では類例がない長大連接車であった事から試運転や試験的な営業運転が重ねられた。その実績を受けて残りの3両の導入も決定し、同年中に搬入が実施された。塗装については状態が良好だった事から変更される事なくそのまま維持された。以降は相互通信路面電車会社が運営していた46号線で使用されたが、2012年にウッチ市電の運営組織の見直しが行われウッチ市交通会社に統合された際、同社の方針によりGT8形は全車運用を離脱した。これらの車両は再度営業運転に復帰することなく順次解体されている。

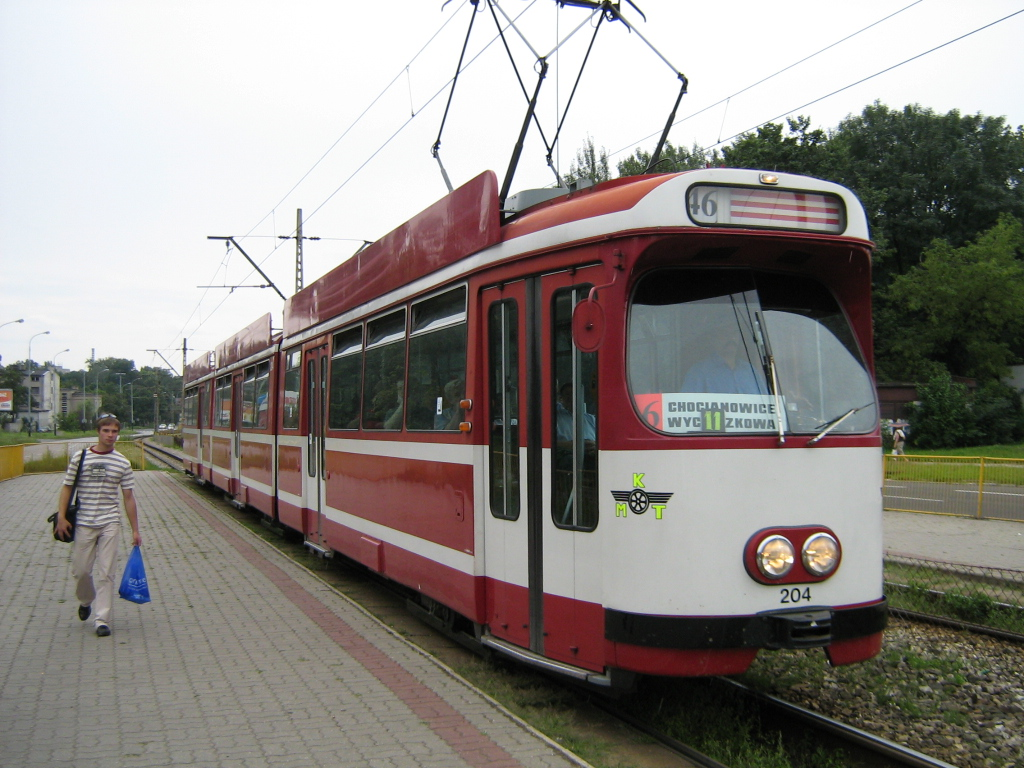
ウッチ市電譲渡後の204（2007年撮影）